# SV Atlas Delmenhorst (1973)
Der Sportverein Atlas Delmenhorst e. V., kurz SV Atlas Delmenhorst, auch SV Atlas oder Atlas Delmenhorst genannt, war ein Sportverein aus Delmenhorst. Er entstand im Jahre 1973 durch die Fusion des SSV Delmenhorst mit Roland Delmenhorst und dem VSK Bungerhof und erlangte hauptsächlich durch seine Fußballabteilung Bekanntheit. Die erste Mannschaft spielte neun Jahre in der seinerzeit drittklassigen Oberliga Nord und später drei Jahre in der damals drittklassigen Regionalliga Nord. Einmal nahm die Mannschaft am DFB-Pokal teil und erreichte dort das Achtelfinale. Die Handballmannschaft des Vereins nahm einmal am DHB-Pokal teil.
Im Jahre 1999 wurde der Verein in Delmenhorster SC umbenannt, der drei Jahre später aus finanziellen Gründen Insolvenz anmelden musste und aufgelöst wurde. Aus dem Nachfolgeverein Eintracht Delmenhorst entstand im April 2012 ein neuer Verein mit dem Namen SV Atlas Delmenhorst.

## Die Stammvereine

### SSV Delmenhorst
Der SSV Delmenhorst wurde im Jahre 1900 von einer Gruppe höherer Schüler gegründet und hatte bürgerliche Wurzeln. Die Mannschaft spielte zwei Jahre in der höchsten bremischen und 13 Jahre in der höchsten niedersächsischen Amateurliga. Im Jahre 1951 nahm der SSV an der Deutschen Amateurmeisterschaft teil, wo die Mannschaft im Viertelfinale am Cronenberger SC scheiterte. Die grün-gelben spielten ab 1939 auf dem Sportplatz Hinter dem Anker. Nach einem Streit mit dem Platzbesitzer, den Deutschen Linoleum-Werken, zog der Verein ab 1951 in das Städtische Stadion an der Düsternortstraße um.

### Roland Delmenhorst
Roland Delmenhorst wurde am 18. Februar 1912 gegründet und galt als Verein des Proletariats. Die lila-weißen standen dabei stets in Verbindung mit der Norddeutschen Wollkämmerei & Kammgarnspinnerei („Nordwolle“). Der Sportplatz an der Ahornstraße befand sich in der Nähe der Nordwolle. Die Mannschaft spielte ein Jahr in der höchsten bremischen und acht Jahre in der höchsten niedersächsischen Amateurliga. Darüber hinaus gewann der FC Roland im Jahre 1968 den Niedersachsenpokal. Der Vereinsname ist dem Bremer Roland angelehnt.

### VSK Bungerhof
Der Verein für Sport und Körperpflege Bungerhof wurde am 11. August 1911 gegründet und war zunächst im Turnen, Faustball und Schlagball aktiv. Nach dem Ersten Weltkrieg gab es kurzzeitig auch eine Fußballabteilung. Bekannt wurde der Verein durch seine 1924 gegründete Handballabteilung, die von 1961 bis 1966 in der seinerzeit erstklassigen Oberliga Nord spielte. Größter Erfolg war die Vizemeisterschaft 1962 in der Gruppe Süd hinter dem VfL Wolfsburg. Das Spiel um Platz drei wurde mit 15:7 gegen den Flensburger TB gewonnen. Nach der Fusion zum SV Atlas Delmenhorst trennten sich die Handballer im Jahre 1988 wieder vom Fusionsverein und gründeten den VSK Bungerhof neu.

### Fusion
Bereits mehrfach verhandelten der SSV und Roland Delmenhorst über eine Fusion der beiden Vereine. Mal stimmte der SSV dafür und Roland dagegen, mal war es umgekehrt. Die Mitglieder des SSV stimmten bei einem weiteren Versuch im Jahre 1972 dafür, während die Roland-Mitglieder dagegen waren. Gleichzeitig versuchte der Handballverein VSK Bungerhof, eine Fußballabteilung zu gründen, erhielt aber sowohl beim TuS Hasberge als auch beim TV Jahn Delmenhorst eine Absage. Der Vorstand des SSV begann daraufhin mit Fusionsverhandlungen mit dem TV Jahn Delmenhorst. Der Baumaschinenhersteller Atlas Weyhausen regte daraufhin eine Großfusion an und bot große finanzielle Unterstützung an.
Im Juni 1973 stimmten die Mitglieder des SSV mit großer Mehrheit für einen Zusammenschluss mit dem VSK Bungerhof, während nur zwei für eine Fusion mit dem TV Jahn waren. Anfang Juli 1973 stimmten auch die Mitglieder des FC Roland für die Fusion. Am 13. Juli 1973 wurde schließlich der SV Atlas Delmenhorst gegründet. Die Versammlung in der Grafthalle dauerte nur 35 Minuten. Sowohl der Vereinsname Atlas als auch die Vereinsfarben blau-gelb stammten von der Firma Atlas Weyhausen. Allerdings sind blau-gelb auch die Farben der Stadt Delmenhorst.

## Geschichte

### Aufschwung (1973 bis 1980)
| Saison                             | Liga                  | Level | Platz | Tore   | Punkte |
| ---------------------------------- | --------------------- | ----- | ----- | ------ | ------ |
| 1973/74                            | VL Niedersachsen-West | IV    | 4.    | 76:469 | 38:22  |
| 1974/75                            | VL Niedersachsen-West | V     | 1.    | 101:24 | 58:02  |
| 1975/76                            | LL Niedersachsen      | IV    | 1.    | 71:25  | 43:17  |
| 1976/77                            | Oberliga Nord         | III   | 6.    | 53:48  | 38:30  |
| 1977/78                            | Oberliga Nord         | III   | 15.   | 60:73  | 27:41  |
| 1978/79                            | Oberliga Nord         | III   | 14.   | 46:51  | 30:38  |
| 1979/80                            | Oberliga Nord         | III   | 4.    | 72:37  | 46:22  |
| LL = Landesliga, VL = Verbandsliga |                       |       |       |        |        |

Der von Atlas gestellte Manager Peter Thies, der hauptberuflich Verkaufsleiter bei Atlas war, verpflichtete mit Günter Bernard, Heinz-Dieter Hasebrink und Rudi Trumpfheller drei Ex-Profis und entfachte in Delmenhorst eine große Fußballbegeisterung. Zum Auftaktspiel gegen Falke Steinfeld kamen 2.000 Zuschauer. Zuvor spielten der SSV und der FC Roland jeweils nur vor rund 200 Gästen. Nach Platz vier in der ersten Saison gelang ein Jahr später mit 58:2 Punkten die Meisterschaft der Verbandsliga West. Vizemeister BV Cloppenburg wies bereits 13 Punkte Rückstand auf. Das Spiel gegen Steinfeld sahen über 5.000 Zuschauer. In der Aufstiegsrunde zur Landesliga Niedersachsen kamen gar 6.000 Zuschauer gegen den 1. FC Wunstorf. Nach einem 5:1-Sieg beim Lüneburger SK konnten die Delmenhorster mit ihren 2.500 mitgereisten Zuschauern den Aufstieg sichern.
Nach dem Klassensprung kamen weitere Ex-Profis wie Günter Selke, Hans-Heinrich Radbruch, Edgar Nobs und Schmidt nach Delmenhorst, während Ex-Nationalspieler Erich Hänel das Traineramt übernahm. Mit einem Zuschauerschnitt von 4.000 sorgte die Mannschaft auch im niedersächsischen Oberhaus für Furore und wurde zum bundesweit bestaunten Zuschauermagneten. Während der Winterpause wurde Trainer Hänel durch Günter Bernard ersetzt, da Hänel nach Meinung des Vorstands zu unbeständig agierte. Nach einem 4:2-Sieg im Entscheidungsspielsieg gegen die punktgleichen Amateure von Hannover 96 sicherte sich Atlas die Meisterschaft. In der Aufstiegsrunde zur seinerzeit drittklassigen Oberliga Nord setzten sich die Delmenhorster gegen den VfR Neumünster, Altona 93 und den TuS Lingen durch und stiegen auf. Gegen Neumünster kamen 11.000 Zuschauer ins Stadion und stellten den bis heute gültigen Zuschauerrekord auf.
In der Oberliga Nord geriet der Aufschwung ins Stocken. In der Aufstiegssaison 1976/77 erreichte die Mannschaft unter dem neuen Trainer Helmut Mrosla Platz sechs und einen Zuschauerschnitt von 5.079. Die Delmenhorster qualifizierten sich für die deutsche Amateurmeisterschaft, wo das Team bereits in der ersten Runde am ATS Kulmbach 1861 scheiterte.
Ein Jahr später musste Atlas lange um den Klassenerhalt kämpfen. Im Herbst 1977 übernahm Max Konopka das Traineramt und erreichte mit seinem Team Platz 15. Auch in der folgenden Saison 1978/79 kämpfte Atlas gegen den Abstieg und wurde Vierzehnter. Im Jahre 1979 übernahm Bernd Oles das Traineramt und brachte Uwe Erkenbrecher, Dimitrios Daras sowie fünf britische Spieler an die Delme. Die neuformierte Mannschaft setzte sich in der Spitzengruppe der Oberliga Nord fest. Am 2. Dezember 1979 sahen 15.470 Zuschauer das Spiel zwischen dem VfB Oldenburg und dem SV Atlas Delmenhorst, was bis 1987 ein Ligarekord war. 4.000 mitgereiste Atlas-Fans sahen dabei ein 0:0. Eine 1:2-Niederlage bei den Amateuren von Werder Bremen am letzten Spieltag im Bremer Weserstadion ließ die Atlas-Mannschaft auf Platz vier abrutschen.

### Stagnation (1980 bis 1994)
| Saison            | Liga             | Level | Platz | Tore   | Punkte |
| ----------------- | ---------------- | ----- | ----- | ------ | ------ |
| 1980/81           | Oberliga Nord    | III   | 7.    | 58:40  | 38:30  |
| 1981/82           | Oberliga Nord    | III   | 8.    | 57:43  | 37:31  |
| 1982/83           | Oberliga Nord    | III   | 18.   | 43:75  | 19:49  |
| 1983/84           | VL Niedersachsen | IV    | 1.    | 71:44  | 46:14  |
| 1984/85           | VL Niedersachsen | IV    | 4.    | 61:60  | 42:26  |
| 1985/86           | VL Niedersachsen | IV    | 1.    | 70:43  | 42:18  |
| 1986/87           | Oberliga Nord    | III   | 15.   | 37:61  | 19:45  |
| 1987/88           | Oberliga Nord    | III   | 18.   | 35:109 | 08:60  |
| 1988/89           | VL Niedersachsen | IV    | 14.   | 47:57  | 27:37  |
| 1989/90           | VL Niedersachsen | IV    | 13.   | 42:60  | 25:35  |
| 1990/91           | VL Niedersachsen | IV    | 10.   | 32:33  | 28:32  |
| 1991/92           | VL Niedersachsen | IV    | 2.    | 58:38  | 42:22  |
| 1992/93           | VL Niedersachsen | IV    | 13.   | 45:44  | 28:36  |
| 1993/94           | VL Niedersachsen | IV    | 2.    | 71:37  | 50:22  |
| VL = Verbandsliga |                  |       |       |        |        |

In der Saison 1980/81 qualifizierten sich die Delmenhorster zum ersten und einzigen Mal für den DFB-Pokal. Über die Stationen Blau-Weiß Wesselburen, Rot-Weiß Oberhausen und Kickers Offenbach erreichte Atlas das Achtelfinale, wo die Mannschaft mit 1:6 bei Borussia Mönchengladbach unterlag. Hingegen rutschte die Mannschaft in der Oberliga Nord immer mehr ins Mittelfeld der Tabelle ab, da der Verein zahlreiche Leistungsträger verlor. Zwar verpflichtete der Verein erneut namhafte Spieler wie Herbert Meyer von Borussia Dortmund, die jedoch ihre Vorgänger sportlich nicht ersetzen konnten. Trotz eines Fehlstarts mit 1:13 Punkten erreichte Atlas in der Saison 1981/82 Platz acht. Die Zuschauerzahlen sanken derweil auf rund 1.400 hinab.
Die folgende Saison 1982/83 verlief chaotisch. Zunächst trat Manager Peter Theis am 24. Juli 1982 zurück und Hauptsponsor Atlas kürzte die finanzielle Unterstützung. Trainer Hannes Hein wurde wegen Erfolglosigkeit entlassen und durch Bata Tijanic ersetzt. Die Mannschaft kam nicht aus dem Tabellenkeller hinaus und der neue Manager Rainer Ohmert verpflichtete nach einer Zeitungsanzeige drei Spieler aus Schottland, die das Team nicht verstärkten. Am Saisonende stieg Atlas als abgeschlagener Tabellenletzter aus der Oberliga ab und beim Heimspiel gegen den SV Arminia Hannover zahlten nur 132 Zuschauer Eintritt. Als Meister der Verbandsliga Niedersachsen zog Atlas 1984 in die Aufstiegsrunde zur Oberliga Nord ein und benötigte vor dem letzten Spiel bei Altona 93 lediglich ein Unentschieden, um den direkten Wiederaufstieg zu besiegeln. Allerdings gewann Altona mit 2:0 und Delmenhorst blieb viertklassig.
Nachdem die Mannschaft 1985 die Aufstiegsrunde als Vierter verpasst hatte, sicherte sich Atlas 1986 erneut die Meisterschaft der Verbandsliga Niedersachsen. In der Aufstiegsrunde setzte sich das Team durch und stieg wieder in die Oberliga Nord auf. Schon zwei Jahre später ging es wieder zurück in die Verbandsliga Niedersachsen. Mit 8:60 Punkten belegte man den letzten Rang und verlor sein Heimspiel gegen den VfL Wolfsburg mit 2:10. Nur mit großer Mühe konnte in der Verbandsligasaison 1988/89 ein weiterer Abstieg verhindert werden. Auch die nächsten Jahre waren vom Abstiegskampf geprägt. Im Jahre 1992 verpasste die Mannschaft durch ein 1:1 gegen den TuS Esens die Verbandsligameisterschaft, nachdem Atlas lange Zeit mit 1:0 führte. In der Aufstiegsrunde scheiterten die Delmenhorster zunächst am SV Lurup. Durch den Aufstieg des VfL Wolfsburg in die 2. Bundesliga wurde ein weiterer Platz in der Oberliga Nord frei, so dass ein Entscheidungsspiel gegen den Zweiten der anderen Aufstiegsrundengruppe VfL 93 Hamburg angesetzt wurde. Im neutralen Buchholz (Aller) setzten sich die Hamburger mit 1:0 durch.
Zwei Jahre später wurde Atlas erneut Vizemeister der Verbandsliga Niedersachsen hinter dem SV Wilhelmshaven. Durch eine Ligareform hatten die Delmenhorster die Chance auf den Aufstieg in die wieder eingeführte Regionalliga Nord. In der Aufstiegsrunde scheiterte die Mannschaft als Dritter hinter dem SC Concordia Hamburg und dem FC Bremerhaven und spielte in der nunmehr viertklassigen Oberliga Niedersachsen/Bremen weiter.

### Die letzten Jahre (1994 bis 2002)
| Saison      | Liga                      | Level | Platz | Tore   | Punkte |
| ----------- | ------------------------- | ----- | ----- | ------ | ------ |
| 1994/95     | Oberliga Niedersachsen-HB | IV    | 2.    | 67:37  | 46:14  |
| 1995/96     | Regionalliga Nord         | III   | 14.   | 42:51  | 38     |
| 1996/97     | Regionalliga Nord         | III   | 12.   | 48:60  | 36     |
| 1997/98     | Regionalliga Nord         | III   | 17.   | 37:83  | 21     |
| 1998/99     | Oberliga Niedersachsen-HB | IV    | 13.   | 45:57  | 39     |
| 1999/2000   | Niedersachsenliga West    | V     | 6.    | 46:43  | 46     |
| 2000/01     | Niedersachsenliga West    | V     | 9.    | 45:56  | 39     |
| 2001/02     | Niedersachsenliga West    | V     | 19.   | 33:110 | 24     |
| HB = Bremen |                           |       |       |        |        |

Durch einen 1:0-Sieg gegen den TuS Lingen sicherte sich Atlas im Jahre 1995 die Vizemeisterschaft hinter dem BV Cloppenburg, der zum Aufstieg in die seinerzeit drittklassige Regionalliga Nord berechtigte. Trainer Hartmut Konschal wechselte daraufhin zum Rotenburger SV und wurde durch Karl-Heinz Geils ersetzt. In der Saison 1995/96 trug Hakan Cengiz, der mit 21 Toren Torschützenkönig der Regionalliga Nord wurde, erheblich zum Klassenerhalt bei. Auch in der folgenden Spielzeit konnte unter dem zurückgekehrte Trainer Konschal nur knapp die Klasse erhalten werden.
Nachdem sämtliche Leistungsträger den Verein verließen, erfolgte in der Saison 1997/98 der Abstieg. Zeitgleich geriet Sponsor Weyhausen in finanzielle Schwierigkeiten. Nachdem das Unternehmen an eine Münchener Beteiligungsgesellschaft verkauft wurde, drehte diese dem Verein den Geldhahn zu. Die Mannschaft rutschte zunächst in den Tabellenkeller, ehe Trainer Konschal durch Klaus Geveshausen ersetzt wurde. Unter ihm blieb die Mannschaft in zehn Spielen ohne Niederlage. Dennoch sollte sein Vertrag nicht verlängert werden, woraufhin eine weitere sportliche Talfahrt begann. Als Konsequenz verkündete die Vereinsführung am 11. Mai 1999 den Rückzug der Mannschaft aus der Oberliga zum Saisonende.
Präsident Ohmert setzte daraufhin eine Umbenennung des Vereins in Blau-Gelb Delmenhorst durch, die wieder rückgängig gemacht werden musste, weil sie nicht die Zweidrittelmehrheit der Mitglieder erhielt. Schließlich wurde aus dem SV Atlas am 7. Oktober 1999 der Delmenhorster Sportclub. Dieser spielte noch zwei Jahre im Mittelfeld der Niedersachsenliga West, ehe er in der Saison 2001/02 aus dieser abstieg. Tiefpunkt der Saison war eine 0:9-Niederlage im eigenen Stadion gegen den SV Holthausen/Biene. Auswärts verloren die Delmenhorster jeweils mit 0:8 gegen die Amateure von Hannover 96 bzw. dem VfL Germania Leer. Zwischendurch erreichte die Mannschaft von Trainer Dirk Lellek im Jahre 2000 noch das Endspiel des Bezirkspokals Weser-Ems, dass bei Viktoria Georgsmarienhütte mit 1:3 verloren wurde. Es folgte eine Insolvenz sowie die Streichung des Vereins aus dem Vereinsregister im Jahre 2002.

### Neugründung
Eine Gruppe um den Unternehmer Werner Birnstiel gründete daraufhin den Verein Eintracht Delmenhorst um die Nachwuchsmannschaften des Delmenhorster SC aufzufangen. Die Eintracht sah sich allerdings nicht als Nachfolgeverein des SV Atlas Delmenhorst. Anfang der 2010er Jahre spielten einige Akteure von Eintracht Delmenhorst mit dem Gedanken, den Verein Atlas neu zu gründen. Am 4. April 2012 wurde der SV Atlas in der Gaststätte Jan Harpstedt neu gegründet und übernahm die ausgegliederte Fußballabteilung der Eintracht. Nach vier Aufstiegen in fünf Jahren erreichte der neue Verein im Sommer 2017 die Oberliga Niedersachsen.

## Erfolge
- Aufstieg in die Regionalliga Nord: 1995
- Niedersachsenmeister: 1976, 1984, 1986
- Bezirkspokalsieger Oldenburg: 1975, 1976.[10]

## Umfeld

### Stadion
Die Fußballabteilung trug ihre Heimspiele im Städtischen Stadion an der Düsternortstraße aus. Das Stadion hat eine Kapazität für ca. 12.000 Zuschauer, davon 900 Sitzplätze. Der Sportpark wurde bereits während des Zweiten Weltkrieges erbaut und wurde nach der zwischenzeitlichen, kriegsbedingten Zerstörung im Jahre 1951 neu eröffnet. Mitte der 90er Jahre diente das Stadion in einer Folge der ARD-Serie Nicht von schlechten Eltern als Kulisse. Heutzutage nutzen mehrere Delmenhorster Vereine, darunter auch der neue Verein SV Atlas Delmenhorst, das Sportgelände.

### Weitere Mannschaften
Die zweite Männermannschaft spielte von 1979 bis 1983 in der Bezirksliga Weser-Ems Mitte. In der Abstiegssaison 1982/83 wies das Team 14:172 Tore und 2:58 Punkte auf. Drei Jahre später ging es in die Kreisliga hinunter, ehe 1989 der Wiederaufstieg in die Bezirksklasse gelang. Im Jahre 1997 stieg die Atlas-Reserve wieder in die Bezirksliga auf, wo die Mannschaft im Sommer 1999 auseinanderfiel. Nach nur zwei Spielen, darunter einer 0:27-Niederlage beim TSR Olympia Wilhelmshaven, wurde die Mannschaft zurückgezogen und aufgelöst. Die A-Jugend des SV Atlas wurde im Jahre 1975 Niedersachsenmeister und qualifizierte sich für die Deutsche Meisterschaft. Dort scheiterten die Delmenhorster bereits in der ersten Runde am Hamburger SV. Hin- und Rückspiel wurden mit 2:3 und 2:5 verloren.

### Fans
In den 1970er Jahren war der SV Atlas Delmenhorst ein bundesweit bestaunter Zuschauermagnet. Den höchsten Zuschauerschnitt erreichte der historische SV Atlas in der Oberligasaison 1976/77, als durchschnittlich 5.079 Zuschauer die Spiele des Vereins verfolgten. Der Rekordbesuch wurde während der Aufstiegsrunde zur Oberliga Nord 1976 aufgestellt, als 11.000 Zuschauer das Spiel gegen den VfR Neumünster sahen. Auch bei Auswärtsspielen zeigten sich die Delmenhorster reisefreudig. 1979 reisten 4.000 Atlasfans zum Spiel nach Oldenburg. Mit ausbleibendem Erfolg sanken während der 1980er Jahre die Zuschauerzahlen rapide. Ab Ende der 1980er Jahre traten in Delmenhorst erstmals Hooligans und Skinheads im Stadion auf. Hierbei gab es personelle Überschneidungen mit den Hooligans von Werder Bremen, die sich im Jahre 1990 in der Standarte 88 organisierten.

## Persönlichkeiten

### Spieler
| - Goran Barjaktarević - Günter Bernard - Dimitrios Daras - Uwe Erkenbrecher - Mirosław Giruć | - Willi Götz - Bernd Hägermann - Michael Hansen - Heinz-Dieter Hasebrink - Manfred Hellmann | - Musa Karli - Jens Knop - Karlheinz Meininger - Herbert Meyer - Edgar Nobs | - Matthias Ruländer - Sören Seidel - Günter Selke - Dieter Tippelt |

### Trainer
| - Horst Blankenburg - Karl-Heinz Geils - Erich Hänel | - Max Konopka - Hartmut Konschal - Dirk Lellek | - Helmut Mrosla - Bernd Oles - Bata Tijanic |

## Handball
Die Handballabteilung des SV Atlas Delmenhorst wurde vom VSK Bungerhof eingebracht. Im Jahre 1977 stieg die Mannschaft in die seinerzeit drittklassige Oberliga Nordsee auf. Zwei Jahre später folgte der Abstieg, dem 1982 der Wiederaufstieg folgte. Gleich nach dem Wiederaufstieg wurde Atlas Vizemeister hinter der TSG Burg Gretesch. 1985 wurden die Delmenhorster erneut Vizemeister, dieses Mal hinter dem TSV Bremervörde. Am Ende der folgenden Spielzeit 1985/86 stieg die Mannschaft aus der Oberliga ab. Die einzige Teilnahme im DHB-Pokal hatten die Delmenhorster in der Saison 1982/83. Nach einem Freilos in der ersten Runde scheiterte Atlas in Runde zwei am TSV Birkenau mit 20:27. Im Jahre 1988 wechselte die Handballabteilung geschlossen zum neu gegründeten VSK Bungerhof. Diese bildete vier Jahre später mit dem TV Deichhorst die Spielgemeinschaft HSG Delmenhorst.